# Gagrella cruciata
Gagrella cruciata is een hooiwagen uit de familie Sclerosomatidae.